# 가학리 제당
가학리 제당은 대한민국 전라남도 완도군 금당면에 있는 유적이다. 2005년완도군의 향토문화유산 제13로 지정되었다.